# Magyarország a 2015-ös úszó-világbajnokságon
Magyarország a oroszországi Kazanyban megrendezésre került 2015-ös úszó-világbajnokság egyik részt vevő nemzete volt. Az ország a világbajnokságon 52 sportolóval képviseltette magát, akik összesen 3 arany-, 3 ezüst- és 4 bronzérmet szereztek.

## Versenyzők száma
| Sportág, szakág  | Magyar résztvevő | Magyar résztvevő | Magyar résztvevő |
| Sportág, szakág  | Férfi            | Nő               | Össz.            |
| Úszás            | 9                | 7                | 16               |
| Nyílt vízi úszás | 3                | 3                | 6                |
| Műugrás          | 1                | 3                | 4                |
| Szinkronúszás    | –                | 1                | 1                |
| Vízilabda        | 13               | 13               | 26               |
| Összesen         | 25*              | 27               | 52*              |

* – Gyurta Gergely úszásban és nyílt vízi úszásban is indult.

## Érmesek

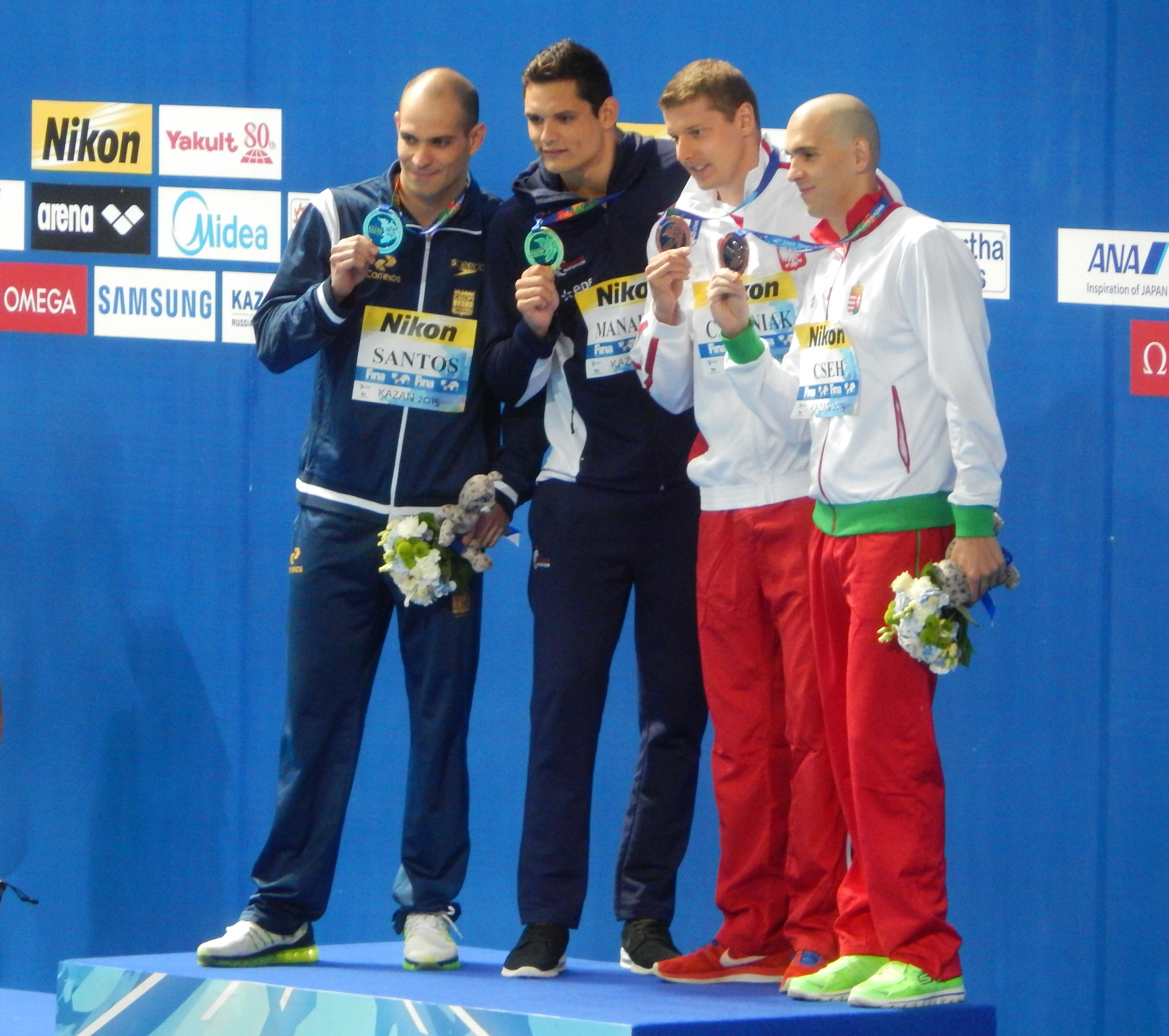
Cseh László 50 m pillangó
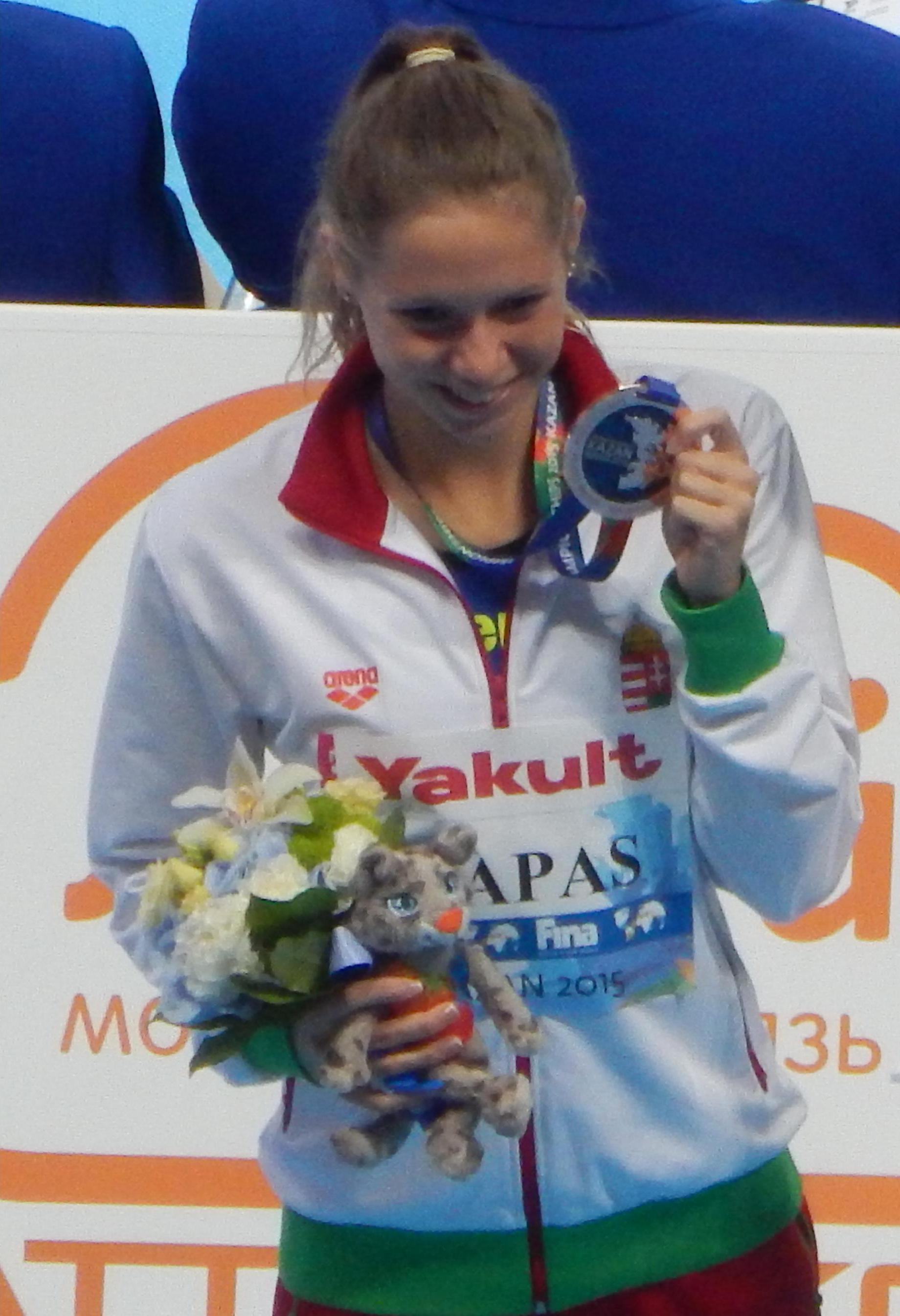
Kapás Boglárka 1500 m gyors
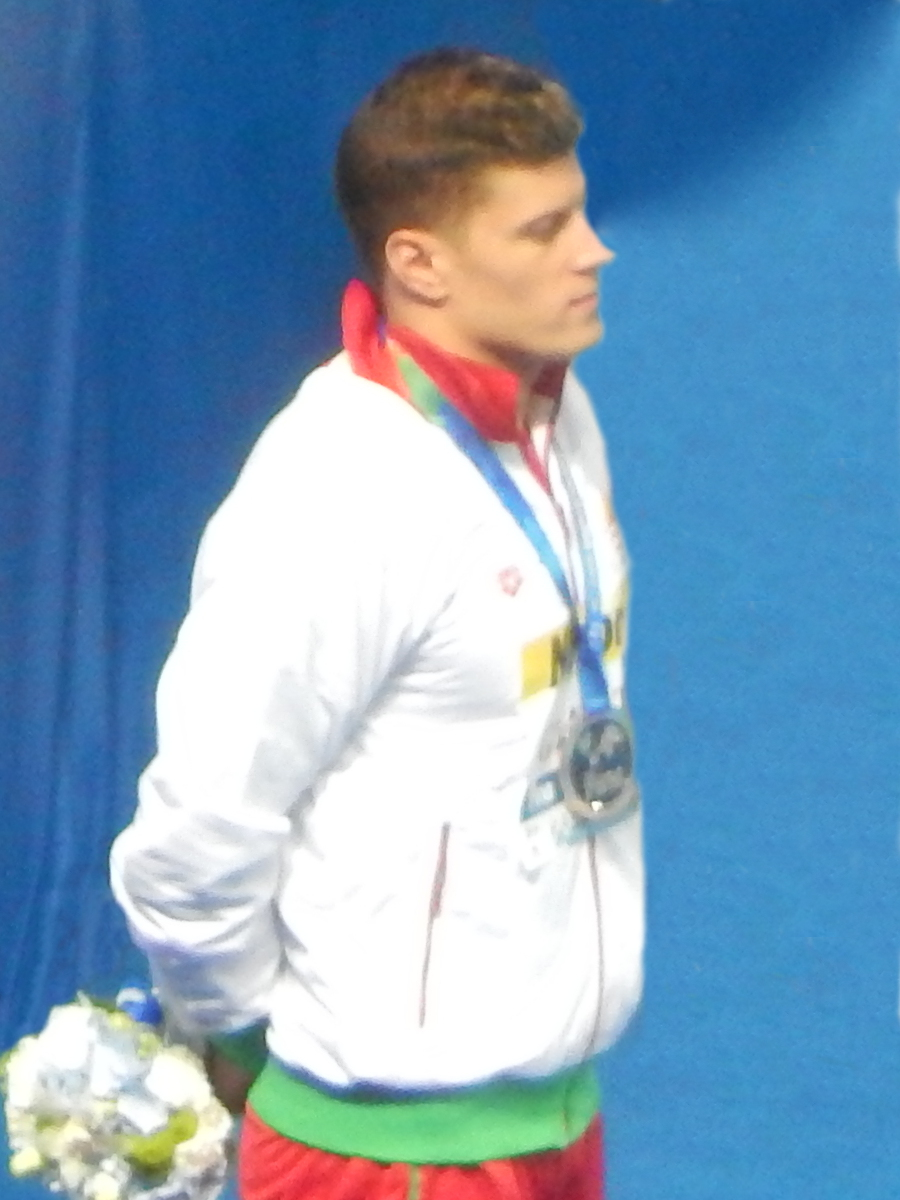
Gyurta Dániel 200 m mell
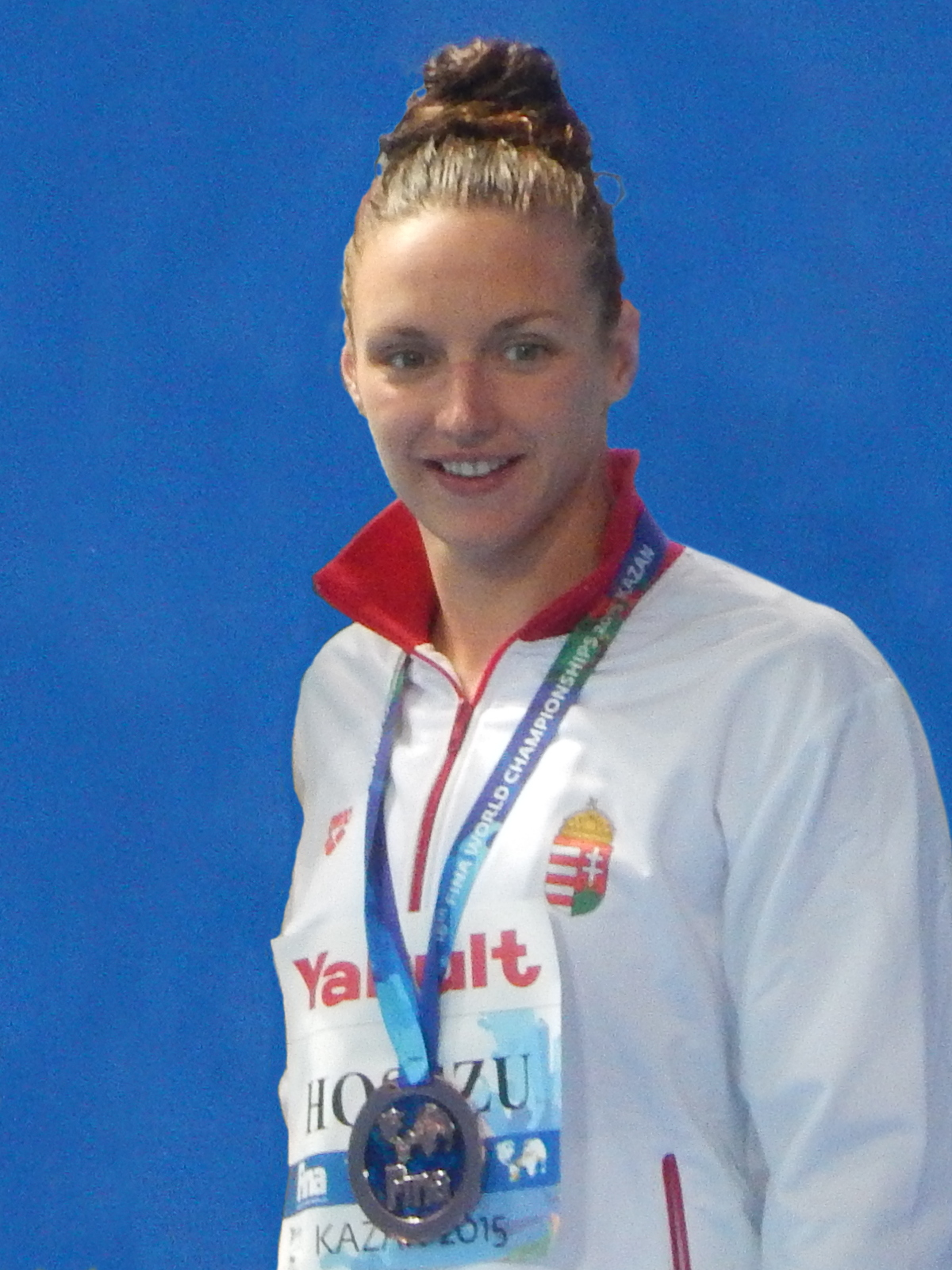
Hosszú Katinka 200 m hát

| Érem      | Versenyző       | Versenyszám      | Versenyszám    | Dátum        |
| --------- | --------------- | ---------------- | -------------- | ------------ |
| Aranyérem | Hosszú Katinka  | úszás            | 200 m vegyes   | augusztus 3. |
| Aranyérem | Cseh László     | úszás            | 200 m pillangó | augusztus 5. |
| Aranyérem | Hosszú Katinka  | úszás            | 400 m vegyes   | augusztus 9. |
| Ezüstérem | Olasz Anna      | nyílt vízi úszás | 25 kilométer   | augusztus 1. |
| Ezüstérem | Cseh László     | úszás            | 100 m pillangó | augusztus 8. |
| Ezüstérem | Verrasztó Dávid | úszás            | 400 m vegyes   | augusztus 9. |
| Bronzérem | Cseh László     | úszás            | 50 m pillangó  | augusztus 3. |
| Bronzérem | Kapás Boglárka  | úszás            | 1500 m gyors   | augusztus 4. |
| Bronzérem | Gyurta Dániel   | úszás            | 200 m mell     | augusztus 7. |
| Bronzérem | Hosszú Katinka  | úszás            | 200 m hát      | augusztus 8. |

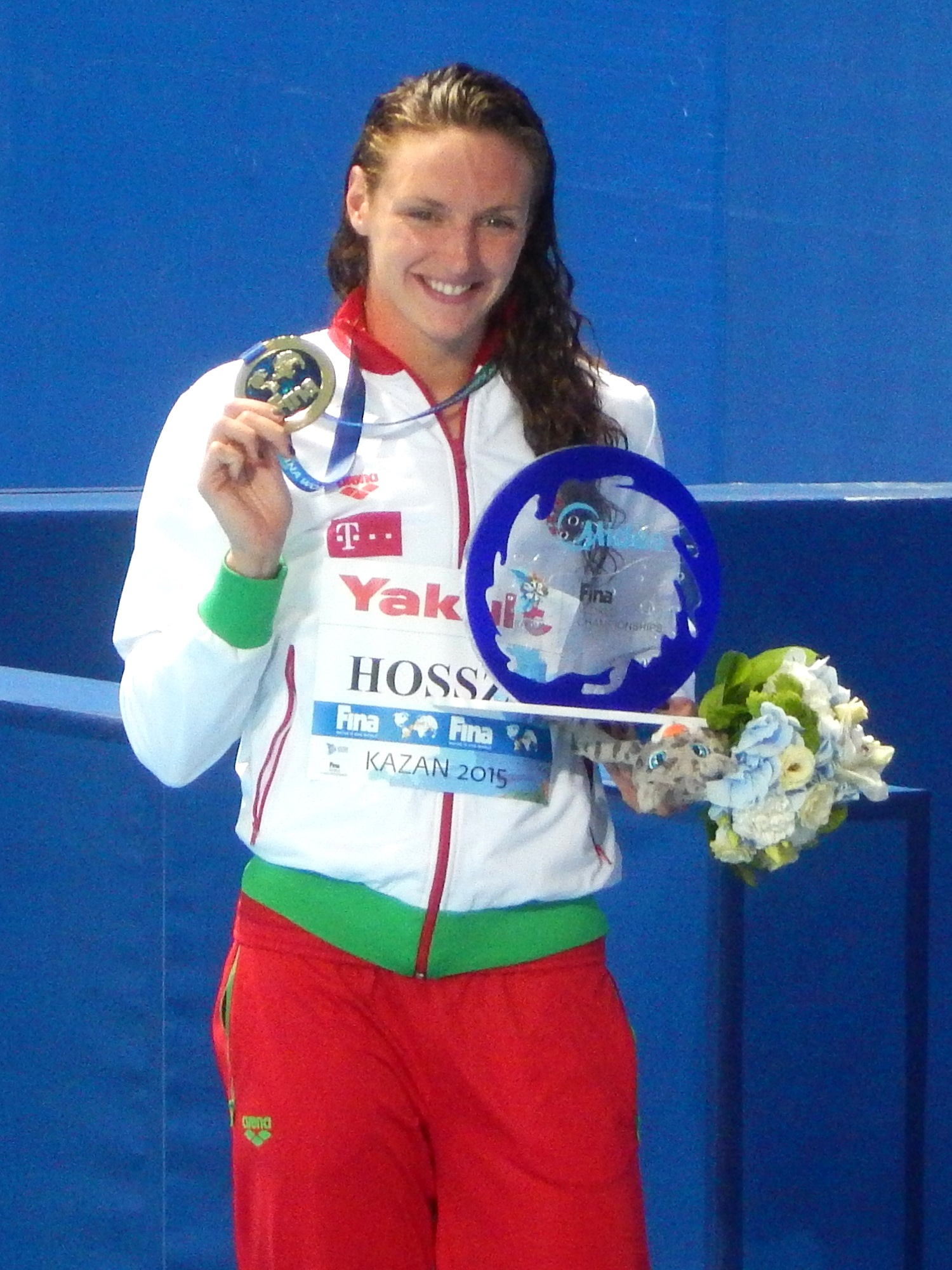
Hosszú Katinka Aranyérem 200 m vegyes
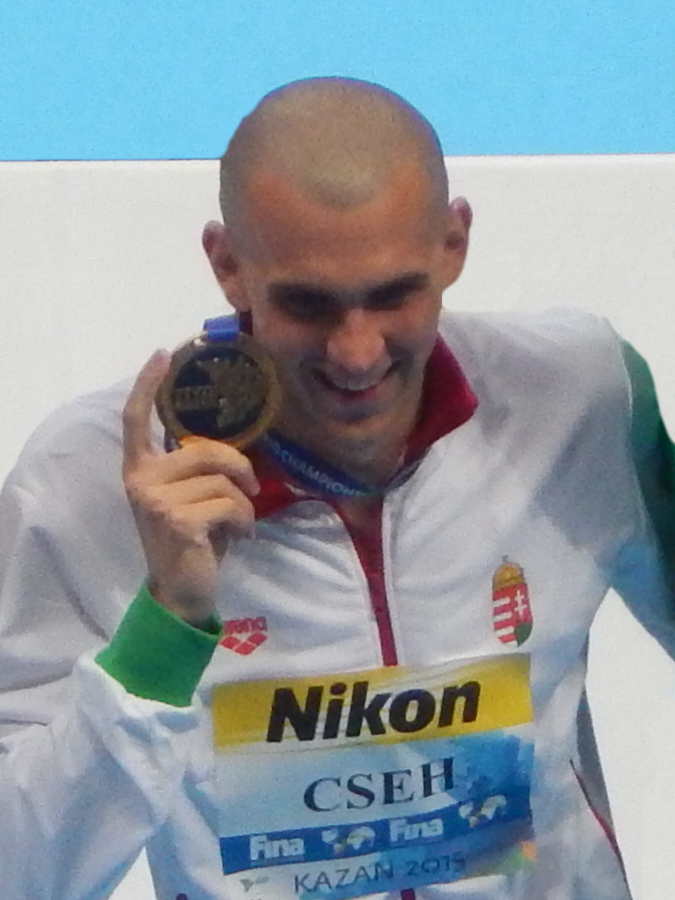
Cseh László Aranyérem 200 m pillangó
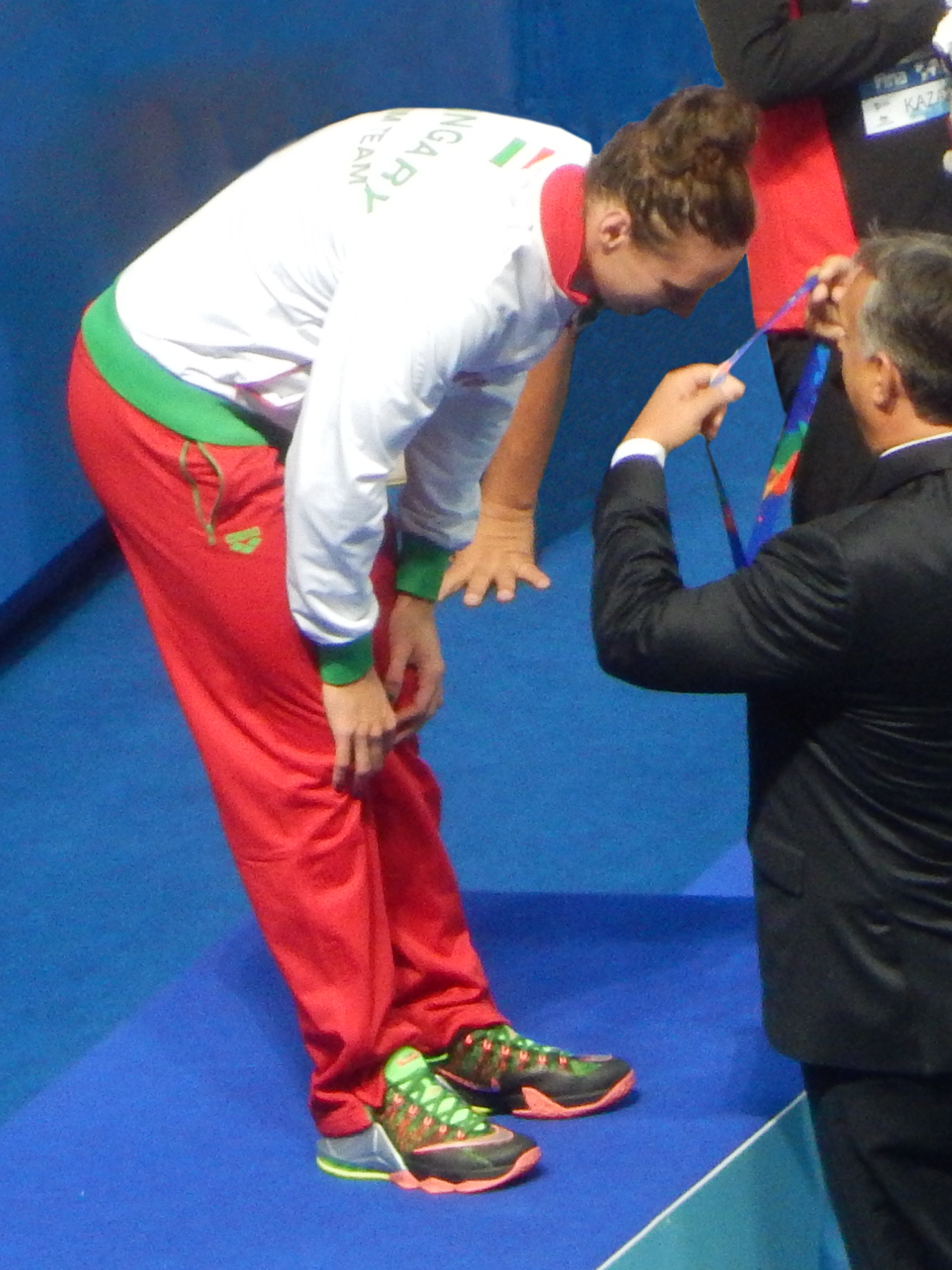
Hosszú Katinka Aranyérem 400 m vegyes
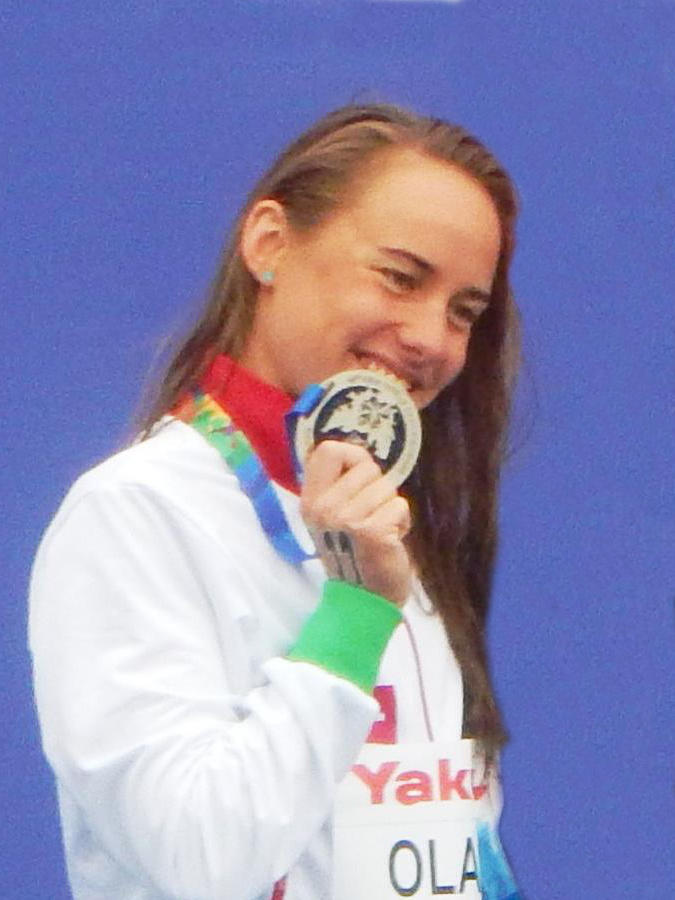
Olasz Anna Ezüstérem 25 kilométer
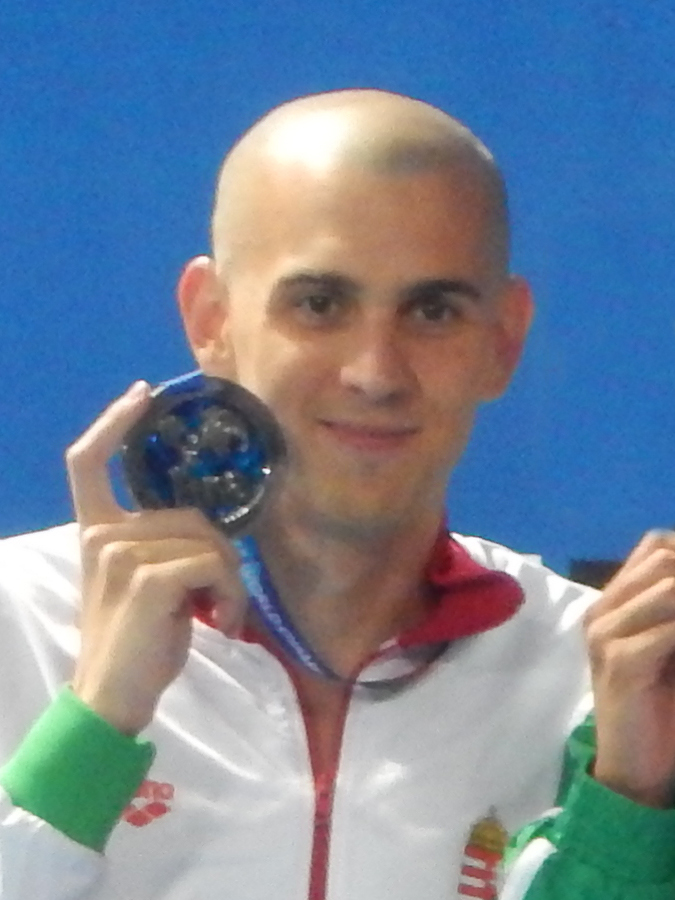
Cseh László Ezüstérem 100 m pillangó
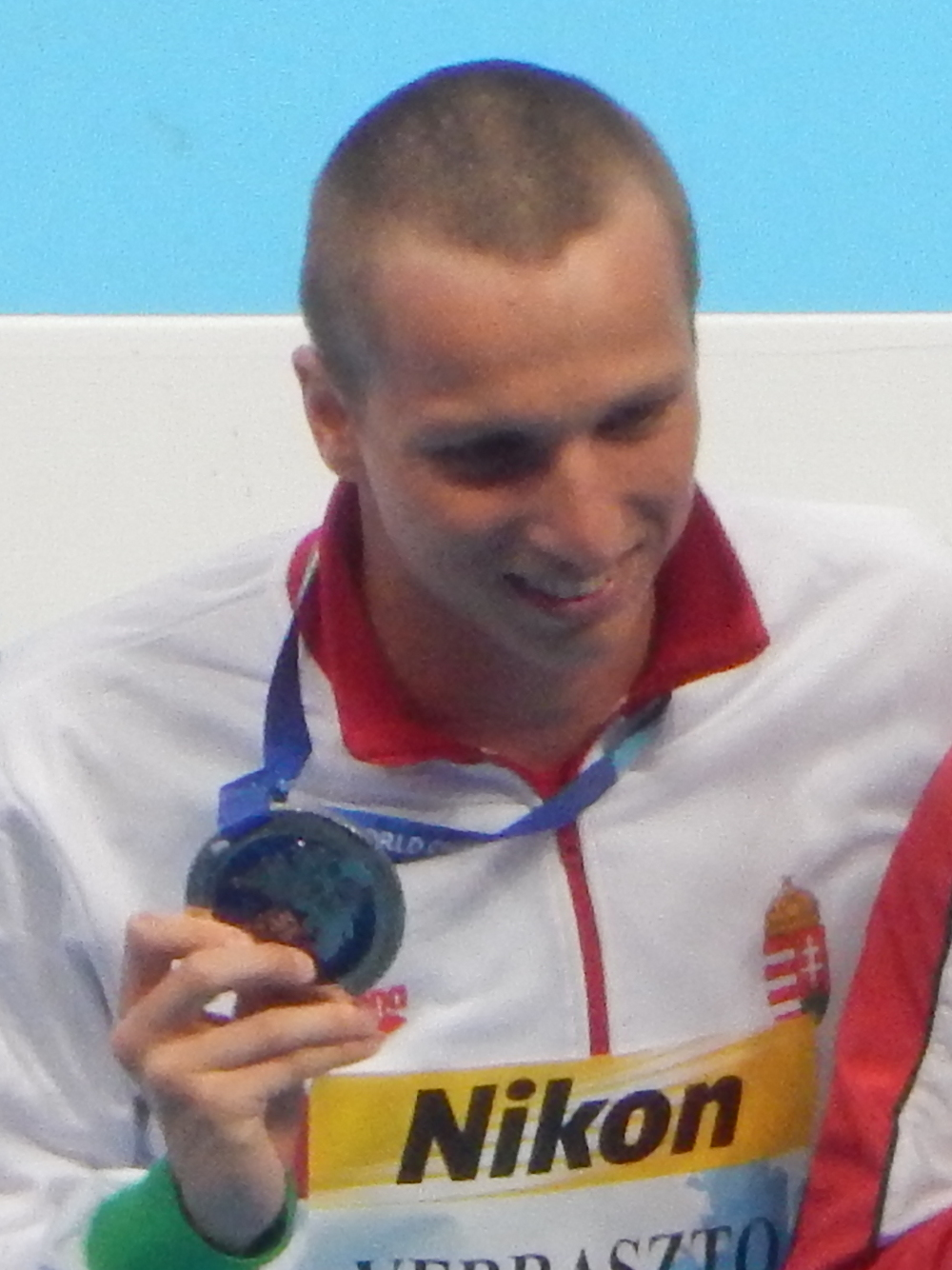
Verrasztó Dávid Ezüstérem 400 m vegyes

- Cseh László
 Bronzérem
50 m pillangó
- Kapás Boglárka
 Bronzérem
1500 m gyors
- Gyurta Dániel
 Bronzérem
200 m mell
- Hosszú Katinka
 Bronzérem
200 m hát

## Úszás
Férfi
| Versenyző                                              | Versenyszám      | Előfutam     | Előfutam     | Előfutam     | Elődöntő | Elődöntő | Elődöntő | Döntő   | Döntő     |
| Versenyző                                              | Versenyszám      | Idő          | Hely.        | Össz.        | Idő      | Hely.    | Össz.    | Idő     | Helyezés  |
| ------------------------------------------------------ | ---------------- | ------------ | ------------ | ------------ | -------- | -------- | -------- | ------- | --------- |
| Takács Krisztián                                       | 50 m gyors       | 22,21        | 3.           | 8.           | 22,07    | 4.       | 10.      | kiesett | kiesett   |
| Takács Krisztián                                       | 100 m gyors      | 49,76        | 4.           | 33.          | kiesett  | kiesett  | kiesett  | kiesett | kiesett   |
| Gyurta Gergely                                         | 800 m gyors      | 7:58,70      | 9.           | 23.          |          |          |          | kiesett | kiesett   |
| Gyurta Gergely                                         | 1500 m gyors     | 15:16,84     | 7.           | 20.          |          |          |          | kiesett | kiesett   |
| Bernek Péter                                           | 200 m gyors      | 1:49,25      | 9.           | 34.          | kiesett  | kiesett  | kiesett  | kiesett | kiesett   |
| Bernek Péter                                           | 400 m gyors      | 3:46,83      | 2.           | 7.           |          |          |          | 3:46,29 | 5.        |
| Bernek Péter                                           | 800 m gyors      | 7:59,56      | 9.           | 24.          |          |          |          | kiesett | kiesett   |
| Bernek Péter                                           | 1500 m gyors     | visszalépett | visszalépett | visszalépett |          |          |          | kiesett | kiesett   |
| Balog Gábor                                            | 50 m hát         | visszalépett | visszalépett | visszalépett | kiesett  | kiesett  | kiesett  | kiesett | kiesett   |
| Balog Gábor                                            | 100 m hát        | 54,65        | 1.           | 23.          | kiesett  | kiesett  | kiesett  | kiesett | kiesett   |
| Balog Gábor                                            | 200 m hát        | 1:55,88      | 6.           | 16.          | 1:57,91  | 5.       | 12.      | kiesett | kiesett   |
| Gyurta Dániel                                          | 100 m mell       | 1:00,71      | 5.           | 22.          | kiesett  | kiesett  | kiesett  | kiesett | kiesett   |
| Gyurta Dániel                                          | 200 m mell       | 2:09,81      | 1.           | 5.           | 2:08,53  | 3.       | 3.       | 2:08,10 | Bronzérem |
| Horváth Dávid                                          | 50 m mell        | 28,40        | 2.           | 37.          | kiesett  | kiesett  | kiesett  | kiesett | kiesett   |
| Cseh László                                            | 50 m pillangó    | 23,32        | 1.           | 2.           | 23,06    | 2.       | 3.       | 23,15   | Bronzérem |
| Cseh László                                            | 100 m pillangó   | 50,91        | 1.           | 1.           | 51,03    | 1.       | 1.*      | 50,87   | Ezüstérem |
| Cseh László                                            | 200 m pillangó   | 1:53,71      | 1.           | 1.           | 1:53,53  | 1.       | 1.       | 1:53,48 | Aranyérem |
| Cseh László                                            | 200 m vegyes     | visszalépett | visszalépett | visszalépett | kiesett  | kiesett  | kiesett  | kiesett | kiesett   |
| Grátz Benjámin                                         | 400 m vegyes     | 4:16,69      | 6.           | 13.          |          |          |          | kiesett | kiesett   |
| Verrasztó Dávid                                        | 400 m vegyes     | 4:11,99      | 2.           | 2.           |          |          |          | 4:09,90 | Ezüstérem |
| Balog Gábor Cseh László Gyurta Dániel Takács Krisztián | 4 × 100 m vegyes | kizárva      | kizárva      | kizárva      |          |          |          | kiesett | kiesett   |

Női
| Versenyző         | Versenyszám     | Előfutam     | Előfutam     | Előfutam     | Elődöntő     | Elődöntő     | Elődöntő     | Döntő    | Döntő     |
| Versenyző         | Versenyszám     | Idő          | Hely.        | Össz.        | Idő          | Hely.        | Össz.        | Idő      | Helyezés  |
| ----------------- | --------------- | ------------ | ------------ | ------------ | ------------ | ------------ | ------------ | -------- | --------- |
| Kapás Boglárka    | 400 m gyors     | 4:06,21      | 4.           | 5.           |              |              |              | 4:08,22  | 8.        |
| Kapás Boglárka    | 800 m gyors     | 8:26,96      | 4.           | 8.           |              |              |              | 8:22,93  | 6.        |
| Kapás Boglárka    | 1500 m gyors    | 16:06:25     | 3.           | 6.           |              |              |              | 15:47,09 | Bronzérem |
| Szilágyi Liliána  | 50 m pillangó   | visszalépett | visszalépett | visszalépett | kiesett      | kiesett      | kiesett      | kiesett  | kiesett   |
| Szilágyi Liliána  | 100 m pillangó  | visszalépett | visszalépett | visszalépett | kiesett      | kiesett      | kiesett      | kiesett  | kiesett   |
| Szilágyi Liliána  | 200 m pillangó  | 2:07,46      | 1.           | 3.           | 2:07,05      | 3.           | 3.           | 2:07,76  | 7.        |
| Sztankovics Anna  | 50 m mell       | 32,11        | 6.           | 34.          | kiesett      | kiesett      | kiesett      | kiesett  | kiesett   |
| Sztankovics Anna  | 100 m mell      | 1:09:34      | 2.           | 32.          | kiesett      | kiesett      | kiesett      | kiesett  | kiesett   |
| Sztankovics Anna  | 200 m mell      | 2:29,28      | 10.          | 26.          | kiesett      | kiesett      | kiesett      | kiesett  | kiesett   |
| Verrasztó Evelyn  | 200 m gyors     | 2:00,72      | 9.           | 30.          | kiesett      | kiesett      | kiesett      | kiesett  | kiesett   |
| Verrasztó Evelyn  | 100 m pillangó  | 59:09        | 7.           | 25.          | kiesett      | kiesett      | kiesett      | kiesett  | kiesett   |
| Hosszú Katinka    | 100 m gyors     | visszalépett | visszalépett | visszalépett | kiesett      | kiesett      | kiesett      | kiesett  | kiesett   |
| Hosszú Katinka    | 200 m gyors     | 1:56,32      | 2.           | 2.           | 1:56,51      | 3.           | 4.           | 1:56,19  | 5.        |
| Hosszú Katinka    | 100 m hát       | 58,78        | 1.           | 1.           | visszalépett | visszalépett | visszalépett | kiesett  | kiesett   |
| Hosszú Katinka    | 200 m hát       | 2:07,17      | 1.           | 1.           | 2:06,18      | 1.           | 1.           | 2:06,84  | Bronzérem |
| Hosszú Katinka    | 200 m pillangó  | 2:08,07      | 2.           | 6.           | 2:08,91      | 6.           | 13.          | kiesett  | kiesett   |
| Hosszú Katinka    | 200 m vegyes    | 2:07,30      | 1.           | 1.           | 2:06,84      | 1.           | 1.           | 2:06,12  | Aranyérem |
| Hosszú Katinka    | 400 m vegyes    | 4:32,78      | 1.           | 1.           |              |              |              | 4:30,39  | Aranyérem |
| Burián Katalin    | 200 m hát       | 2:12,96      | 9.           | 24.          | kiesett      | kiesett      | kiesett      | kiesett  | kiesett   |
| Jakabos Zsuzsanna | 50 m gyors      | 25,79        | 6.           | 35.          | kiesett      | kiesett      | kiesett      | kiesett  | kiesett   |
| Jakabos Zsuzsanna | 200 m vegyes    | 2:12,38      | 2.           | 9.           | 2:11,91      | 6.           | 11.          | kiesett  | kiesett   |
| Jakabos Zsuzsanna | 400 m vegyes    | 4:38,94      | 6.           | 11.          |              |              |              | kiesett  | kiesett   |
|                   | 4 × 200 m gyors | visszalépett | visszalépett | visszalépett |              |              |              | kiesett  | kiesett   |

Vegyes számok
| Versenyző                                                    | Versenyszám      | Előfutam | Előfutam | Előfutam | Elődöntő | Elődöntő | Elődöntő | Döntő   | Döntő    |
| Versenyző                                                    | Versenyszám      | Idő      | Hely.    | Össz.    | Idő      | Hely.    | Össz.    | Idő     | Helyezés |
| ------------------------------------------------------------ | ---------------- | -------- | -------- | -------- | -------- | -------- | -------- | ------- | -------- |
| Balog Gábor Horváth Dávid Verrasztó Evelyn Jakabos Zsuzsanna | 4 × 100 m vegyes | 3:49,50  | 4.       | 7.       |          |          |          | 3:50,06 | 8.       |

* egy másik versenyzővel azonos eredményt ért el

## Nyílt vízi úszás
Férfi
| Versenyző       | Versenyszám | Idő       | Helyezés |
| --------------- | ----------- | --------- | -------- |
| Gyurta Gergely  | 10 km       | 1:50:37,6 | 13.      |
| Papp Márk       | 5 km        | 55:25,3   | 13.      |
| Papp Márk       | 10 km       | 1:52:53,0 | 36.      |
| Székelyi Dániel | 5 km        | 55:28,9   | 19.      |
| Székelyi Dániel | 25 km       | 5:15:03,4 | 20.      |

Női
| Versenyző      | Versenyszám | Idő       | Helyezés  |
| -------------- | ----------- | --------- | --------- |
| Olasz Anna     | 5 km        | 59:16,5   | 13.       |
| Olasz Anna     | 10 km       | 1:58:40,0 | 11.       |
| Olasz Anna     | 25 km       | 5:14:13,4 | Ezüstérem |
| Risztov Éva    | 5 km        | 59:16,1   | 12.       |
| Risztov Éva    | 10 km       | 1:58:36,4 | 10.       |
| Kiss Nikoletta | 25 km       | 5:30:36,4 | 14.       |

Csapat
| Versenyző                                  | Versenyszám | Idő     | Helyezés |
| ------------------------------------------ | ----------- | ------- | -------- |
| Székelyi Dániel Gyurta Gergely Risztov Éva | Csapat      | 56:08,4 | 7.       |

## Műugrás
Férfi
| Versenyző   | Versenyszám | Selejtező | Selejtező | Elődöntő | Elődöntő | Döntő   | Döntő    |
| Versenyző   | Versenyszám | Pont      | Hely.     | Pont     | Hely.    | Pont    | Helyezés |
| ----------- | ----------- | --------- | --------- | -------- | -------- | ------- | -------- |
| Bóta Botond | 3 m műugrás | 282,05    | 54.       | kiesett  | kiesett  | kiesett | kiesett  |

Női
| Versenyző                     | Versenyszám              | Selejtező | Selejtező | Elődöntő | Elődöntő | Döntő   | Döntő    |
| Versenyző                     | Versenyszám              | Pont      | Hely.     | Pont     | Hely.    | Pont    | Helyezés |
| ----------------------------- | ------------------------ | --------- | --------- | -------- | -------- | ------- | -------- |
| Gondos Flóra                  | 3 m műugrás              | 253,10    | 29.       | kiesett  | kiesett  | kiesett | kiesett  |
| Kormos Villő                  | 10 m toronyugrás         | 269,80    | 30.       | kiesett  | kiesett  | kiesett | kiesett  |
| Reisinger Zsófia              | 10 m toronyugrás         | 228,90    | 36.       | kiesett  | kiesett  | kiesett | kiesett  |
| Gondos Flóra Kormos Villő     | 3 m szinkronugrás        | 229,92    | 17.       |          |          | kiesett | kiesett  |
| Kormos Villő Reisinger Zsófia | 10 méteres szinkronugrás | 261,30    | 13.       |          |          | kiesett | kiesett  |

## Szinkronúszás
| Versenyző     | Versenyszám           | Selejtező | Selejtező | Döntő   | Döntő   |
| Versenyző     | Versenyszám           | Pont      | Hely      | Pont    | Hely    |
| ------------- | --------------------- | --------- | --------- | ------- | ------- |
| Czékus Eszter | Egyéni rövid program  | 76,5992   | 17.       | kiesett | kiesett |
| Czékus Eszter | Egyéni szabad program | 79,4000   | 16.       | kiesett | kiesett |

## Vízilabda

### Férfi
A magyar férfi vízilabda-válogatott kerete:
| Magyar nemzeti férfi vízilabdacsapat-játékoskeret | Magyar nemzeti férfi vízilabdacsapat-játékoskeret | Magyar nemzeti férfi vízilabdacsapat-játékoskeret | Magyar nemzeti férfi vízilabdacsapat-játékoskeret | Magyar nemzeti férfi vízilabdacsapat-játékoskeret | Magyar nemzeti férfi vízilabdacsapat-játékoskeret |
| #                                                 | Név                                               | Poszt                                             | Kor (2015. július 27. szerint)                    |                                                   |                                                   |
| ------------------------------------------------- | ------------------------------------------------- | ------------------------------------------------- | ------------------------------------------------- | ------------------------------------------------- | ------------------------------------------------- |
| 1                                                 | Nagy Viktor                                       | K                                                 | 1984. július 24. (31 évesen)                      |                                                   |                                                   |
| 2                                                 | Gór-Nagy Miklós                                   | M                                                 | 1983. január 8. (32 évesen)                       |                                                   |                                                   |
| 3                                                 | Madaras Norbert                                   | M                                                 | 1979. december 1. (35 évesen)                     |                                                   |                                                   |
| 4                                                 | Erdélyi Balázs                                    | M                                                 | 1990. február 16. (25 évesen)                     |                                                   |                                                   |
| 5                                                 | Vámos Márton                                      | M                                                 | 1992. június 24. (23 évesen)                      |                                                   |                                                   |
| 6                                                 | Hosnyánszky Norbert                               | M                                                 | 1984. március 4. (31 évesen)                      |                                                   |                                                   |
| 7                                                 | Angyal Dániel                                     | M                                                 | 1992. március 29. (23 évesen)                     |                                                   |                                                   |
| 8                                                 | Szivós Márton                                     | M                                                 | 1981. augusztus 19. (33 évesen)                   |                                                   |                                                   |
| 9                                                 | Varga Dániel                                      | M                                                 | 1983. szeptember 25. (31 évesen)                  |                                                   |                                                   |
| 10                                                | Varga Dénes                                       | M                                                 | 1987. március 29. (28 évesen)                     |                                                   |                                                   |
| 11                                                | Bedő Krisztián                                    | M                                                 | 1993. május 4. (22 évesen)                        |                                                   |                                                   |
| 12                                                | Hárai Balázs                                      | M                                                 | 1987. április 5. (28 évesen)                      |                                                   |                                                   |
| 13                                                | Decker Attila                                     | K                                                 | 1987. augusztus 25. (27 évesen)                   |                                                   |                                                   |
| Szövetségi kapitány: Benedek Tibor                |                                                   |                                                   |                                                   |                                                   |                                                   |

Csoportkör
C csoport
| Hely. | Csapat                  | M | Gy | D | V | G+ | G– | Gk  | P | Továbbjutás                   |
| ----- | ----------------------- | - | -- | - | - | -- | -- | --- | - | ----------------------------- |
| 1.    | Magyarország            | 3 | 3  | 0 | 0 | 52 | 13 | +39 | 6 | Továbbjutott a negyeddöntőbe  |
| 2.    | Kazahsztán              | 3 | 2  | 0 | 1 | 34 | 24 | +10 | 4 | Továbbjutott a nyolcaddöntőbe |
| 3.    | Dél-afrikai Köztársaság | 3 | 1  | 0 | 2 | 17 | 37 | −20 | 2 | Továbbjutott a nyolcaddöntőbe |
| 4.    | Argentína               | 3 | 0  | 0 | 3 | 17 | 46 | −29 | 0 |                               |

| 2015. július 27. 17:30 (16:30) | Magyarország         | 14–5        | Kazahsztán | Kazany Nézőszám: 1180 Játékvezetők: Joseph Peila (USA), Cory Williams (NZL) |
| 2015. július 27. 17:30 (16:30) | (4–0, 3–0, 5–2, 2–3) |             |            | Kazany Nézőszám: 1180 Játékvezetők: Joseph Peila (USA), Cory Williams (NZL) |
| 2015. július 27. 17:30 (16:30) | Hárai 4              | Jegyzőkönyv | Usakov 2   | Kazany Nézőszám: 1180 Játékvezetők: Joseph Peila (USA), Cory Williams (NZL) |

| 2015. július 29. 12:10 (11:10) | Dél-afrikai Köztársaság | 4–17        | Magyarország | Kazany Nézőszám: 1127 Játékvezetők: Fabio Toffoli (BRA), Peter de Jong (NED) |
| 2015. július 29. 12:10 (11:10) | (1–5, 0–3, 2–4, 1–5)    |             |              | Kazany Nézőszám: 1127 Játékvezetők: Fabio Toffoli (BRA), Peter de Jong (NED) |
| 2015. július 29. 12:10 (11:10) | Molyneux 2              | Jegyzőkönyv | Varga Dé. 5  | Kazany Nézőszám: 1127 Játékvezetők: Fabio Toffoli (BRA), Peter de Jong (NED) |

| 2015. július 31. 10:50 (9:50) | Magyarország         | 21–4        | Argentína | Kazany Nézőszám: 1065 Játékvezetők: Szergej Naumov (RUS), Peter de Jong (NED) |
| 2015. július 31. 10:50 (9:50) | (6–2, 3–1, 6–1, 6–0) |             |           | Kazany Nézőszám: 1065 Játékvezetők: Szergej Naumov (RUS), Peter de Jong (NED) |
| 2015. július 31. 10:50 (9:50) | Varga Dé. 5          | Jegyzőkönyv | López 2   | Kazany Nézőszám: 1065 Játékvezetők: Szergej Naumov (RUS), Peter de Jong (NED) |

Negyeddöntő
| 2015. augusztus 4. 20:10 (19:10) | Magyarország         | 7–8         | Olaszország         | Kazany Nézőszám: 693 Játékvezetők: Adrian Alexandrescu (ROU), Georgios Stavridis (GRE) |
| 2015. augusztus 4. 20:10 (19:10) | (2–2, 2–1, 1–2, 2–3) |             |                     | Kazany Nézőszám: 693 Játékvezetők: Adrian Alexandrescu (ROU), Georgios Stavridis (GRE) |
| 2015. augusztus 4. 20:10 (19:10) | Varga Dá. 3          | Jegyzőkönyv | Di Fulvio, Luongo 2 | Kazany Nézőszám: 693 Játékvezetők: Adrian Alexandrescu (ROU), Georgios Stavridis (GRE) |

Az 5–8. helyért
| 2015. augusztus 6. 17:00 (16:00) | Magyarország         | 13–9        | Egyesült Államok   | Kazany Nézőszám: 645 Játékvezetők: Massimiliano Caputi (ITA), Sergey Naumov (RUS) |
| 2015. augusztus 6. 17:00 (16:00) | (4–2, 3–2, 2–2, 4–3) |             |                    | Kazany Nézőszám: 645 Játékvezetők: Massimiliano Caputi (ITA), Sergey Naumov (RUS) |
| 2015. augusztus 6. 17:00 (16:00) | Hárai 4              | Jegyzőkönyv | Azevedo, Bonanni 3 | Kazany Nézőszám: 645 Játékvezetők: Massimiliano Caputi (ITA), Sergey Naumov (RUS) |

Az 5. helyért
| 2015. augusztus 8. 15:30 (14:30) | Montenegró           | 10–9        | Magyarország    | Kazany Nézőszám: 2365 Játékvezetők: Mark Koganov (AZE), Joseph Peila (USA) |
| 2015. augusztus 8. 15:30 (14:30) | (2–2, 2–1, 2–2, 4–4) |             |                 | Kazany Nézőszám: 2365 Játékvezetők: Mark Koganov (AZE), Joseph Peila (USA) |
| 2015. augusztus 8. 15:30 (14:30) | Ivovic 3             | Jegyzőkönyv | három játékos 2 | Kazany Nézőszám: 2365 Játékvezetők: Mark Koganov (AZE), Joseph Peila (USA) |

| Csapat       | Helyezés |
| ------------ | -------- |
| Magyarország | 6.       |

### Női
A magyar női vízilabda-válogatott kerete:
| Magyar nemzeti női vízilabdacsapat-játékoskeret | Magyar nemzeti női vízilabdacsapat-játékoskeret | Magyar nemzeti női vízilabdacsapat-játékoskeret | Magyar nemzeti női vízilabdacsapat-játékoskeret | Magyar nemzeti női vízilabdacsapat-játékoskeret | Magyar nemzeti női vízilabdacsapat-játékoskeret |
|                                                 | Név                                             | Poszt                                           | Magasság                                        | Súly                                            | Kor (2015. július 26. szerint)                  |
| ----------------------------------------------- | ----------------------------------------------- | ----------------------------------------------- | ----------------------------------------------- | ----------------------------------------------- | ----------------------------------------------- |
| 1                                               | Bolonyai Flóra                                  | K                                               | 179                                             | 69                                              | 1991. április 5. (24 évesen)                    |
| 2                                               | Czigány Dóra                                    | M                                               | 170                                             | 62                                              | 1992. október 23. (22 évesen)                   |
| 3                                               | Antal Dóra                                      | M                                               | 168                                             | 60                                              | 1993. szeptember 9. (21 évesen)                 |
| 4                                               | Kisteleki Dóra                                  | M                                               | 173                                             | 62                                              | 1983. május 11. (32 évesen)                     |
| 5                                               | Szűcs Gabriella                                 | M                                               | 183                                             | 71                                              | 1988. március 7. (27 évesen)                    |
| 6                                               | Takács Orsolya                                  | M                                               | 190                                             | 85                                              | 1985. május 20. (30 évesen)                     |
| 7                                               | Illés Anna                                      | M                                               | 180                                             | 73                                              | 1994. február 21. (21 évesen)                   |
| 8                                               | Keszthelyi Rita                                 | M                                               | 177                                             | 70                                              | 1991. december 10. (23 évesen)                  |
| 9                                               | Tóth Ildikó                                     | M                                               | 176                                             | 64                                              | 1987. április 23. (28 évesen)                   |
| 10                                              | Bujka Barbara                                   | M                                               | 175                                             | 84                                              | 1986. szeptember 5. (28 évesen)                 |
| 11                                              | Garda Krisztina                                 | M                                               | 170                                             | 71                                              | 1994. július 16. (21 évesen)                    |
| 12                                              | Menczinger Katalin                              | M                                               | 179                                             | 69                                              | 1989. január 17. (26 évesen)                    |
| 13                                              | Gangl Edina                                     | K                                               | 180                                             | 70                                              | 1990. június 25. (25 évesen)                    |
| Szövetségi kapitány: Merész András              |                                                 |                                                 |                                                 |                                                 |                                                 |

Csoportkör
D csoport
| Hely. | Csapat        | M | Gy | D | V | G+ | G– | Gk  | P | Továbbjutás                   |
| ----- | ------------- | - | -- | - | - | -- | -- | --- | - | ----------------------------- |
| 1.    | Oroszország   | 3 | 2  | 1 | 0 | 38 | 25 | +13 | 5 | Továbbjutott a negyeddöntőbe  |
| 2.    | Kína          | 3 | 2  | 1 | 0 | 31 | 21 | +10 | 5 | Továbbjutott a nyolcaddöntőbe |
| 3.    | Magyarország  | 3 | 1  | 0 | 2 | 37 | 25 | +12 | 2 | Továbbjutott a nyolcaddöntőbe |
| 4.    | Franciaország | 3 | 0  | 0 | 3 | 12 | 47 | −35 | 0 |                               |

| 2015. július 26. 21:30 (20:30) | Magyarország         | 8–9         | Kína         | Kazany Nézőszám: 200 Játékvezetők: Daniel Flahive (AUS), Nenad Peris (CRO) |
| 2015. július 26. 21:30 (20:30) | (1–4, 4–1, 2–1, 1–3) |             |              | Kazany Nézőszám: 200 Játékvezetők: Daniel Flahive (AUS), Nenad Peris (CRO) |
| 2015. július 26. 21:30 (20:30) | Antal 2              | Jegyzőkönyv | Zhao Zihan 4 | Kazany Nézőszám: 200 Játékvezetők: Daniel Flahive (AUS), Nenad Peris (CRO) |

| 2015. július 28. 18:50 (17:50) | Magyarország         | 11–13       | Oroszország | Kazany Nézőszám: 2123 Játékvezetők: Nenad Peris (CRO), Joseph Peila (USA) |
| 2015. július 28. 18:50 (17:50) | (3–1, 3–4, 4–3, 1–5) |             |             | Kazany Nézőszám: 2123 Játékvezetők: Nenad Peris (CRO), Joseph Peila (USA) |
| 2015. július 28. 18:50 (17:50) | Keszthelyi 3         | Jegyzőkönyv | Liszunova 3 | Kazany Nézőszám: 2123 Játékvezetők: Nenad Peris (CRO), Joseph Peila (USA) |

| 2015. július 30. 12:10 (11:10) | Magyarország         | 18–3        | Franciaország | Kazany Nézőszám: 372 Játékvezetők: German Moller (ARG), Stanko Ivanovski (MNE) |
| 2015. július 30. 12:10 (11:10) | (5–1, 1–1, 7–0, 5–1) |             |               | Kazany Nézőszám: 372 Játékvezetők: German Moller (ARG), Stanko Ivanovski (MNE) |
| 2015. július 30. 12:10 (11:10) | Bujka 6              | Jegyzőkönyv | Guillet 2     | Kazany Nézőszám: 372 Játékvezetők: German Moller (ARG), Stanko Ivanovski (MNE) |

A negyeddöntőbe jutásért
| 2015. augusztus 1. 18:50 (17:50) | Egyesült Államok     | 12–7        | Magyarország | Kazany Nézőszám: 780 Játékvezetők: Ursula Wengenroth (SUI), Daniel Flahive (AUS) |
| 2015. augusztus 1. 18:50 (17:50) | (3–1, 4–1, 4–1, 1–4) |             |              | Kazany Nézőszám: 780 Játékvezetők: Ursula Wengenroth (SUI), Daniel Flahive (AUS) |
| 2015. augusztus 1. 18:50 (17:50) | Fattal 4             | Jegyzőkönyv | Keszthelyi 3 | Kazany Nézőszám: 780 Játékvezetők: Ursula Wengenroth (SUI), Daniel Flahive (AUS) |

A 9–12. helyért
| 2015. augusztus 3. 12:10 (11:10) | Kanada               | 7–10        | Magyarország | Kazany Nézőszám: 274 Játékvezetők: Ursula Wengenroth (SUI), Cory Williams (NZL) |
| 2015. augusztus 3. 12:10 (11:10) | (1–2, 2–2, 3–2, 1–4) |             |              | Kazany Nézőszám: 274 Játékvezetők: Ursula Wengenroth (SUI), Cory Williams (NZL) |
| 2015. augusztus 3. 12:10 (11:10) | Wright 2             | Jegyzőkönyv | Keszthelyi 4 | Kazany Nézőszám: 274 Játékvezetők: Ursula Wengenroth (SUI), Cory Williams (NZL) |

A 9. helyért
| 2015. augusztus 5. 12:10 (11:10) | Magyarország         | 22–7        | Brazília             | Kazany Nézőszám: 205 Játékvezetők: Ursula Wengenroth (SUI), Dion Willis (RSA) |
| 2015. augusztus 5. 12:10 (11:10) | (5–2, 6–2, 6–0, 5–3) |             |                      | Kazany Nézőszám: 205 Játékvezetők: Ursula Wengenroth (SUI), Dion Willis (RSA) |
| 2015. augusztus 5. 12:10 (11:10) | Keszthelyi 5         | Jegyzőkönyv | Zablith, Chiappini 2 | Kazany Nézőszám: 205 Játékvezetők: Ursula Wengenroth (SUI), Dion Willis (RSA) |

| Csapat       | Helyezés |
| ------------ | -------- |
| Magyarország | 9.       |